# Anthophora ruficaudis
Anthophora ruficaudis là một loài Hymenoptera trong họ Apidae. Loài này được Cameron mô tả khoa học năm 1905.